# Folkestad (Schiff)
Die Folkestad ist eine Doppelendfähre der norwegischen Reederei Norled.

## Geschichte
Das Schiff wurde unter der Baunummer 1543 auf der polnischen Werft Stocznia Północna in Danzig für die norwegische Reederei HSD Sjø gebaut. Die Fähre ist die einzige Einheit des Werfttyps SKS 86. Der Schiffsentwurf stammte von Remontowa Marine Design & Consulting.
Der Stapellauf der Fähre erfolgte im Juli 2005, die Fertigstellung im Januar 2006. Die Fähre wurde von der von HDS Sjø und Stavangerske gemeinsam betriebenen Reederei Nor-Fejer auf der Strecke über den Voldafjord zwischen Volda und Folkestad in Dienst gestellt. 2006 kam das Schiff durch die Fusion von HSD Sjø und Gaia Trafikk zum neu gegründeten Unternehmen Tide Sjø. Aus diesem ging Anfang 2012 die Reederei Norled hervor.

## Technische Daten und Ausstattung
Das Schiff wird von sechs Volvo-Penta-Dieselmotoren des Typs D12 mit jeweils 404 kW Leistung angetrieben. Die Motoren wirken auf zwei Propellergondeln mit Twinpropellern, von denen sich jeweils eine an den beiden Enden der Fähre befindet. Im Normalbetrieb reichen vier Dieselmotoren für den Antrieb des Schiffes. Für die Stromerzeugung stehen zwei von Volvo-Penta-Dieselmotoren mit jeweils 300 kW Leistung angetriebene Stamford-Generatoren zur Verfügung.
Die Fähre verfügt über ein durchlaufendes Fahrzeugdeck und zwei seitliche, erhöhte Fahrzeugdecks. Die Fahrzeugdecks sind im mittleren Bereich von den Decksaufbauten überbaut. Die nutzbare Durchfahrtshöhe auf dem Hauptdeck beträgt 5 m und auf den beiden seitlichen Fahrzeugdecks 2,4 m. Auf dem durchlaufenden Fahrzeugdeck beträgt die maximale Achslast 15 t und auf den beiden seitlichen Fahrzeugdecks 1,5 t. Das durchlaufende Fahrzeugdeck ist 86,40 m lang. An beiden Enden der Fähre befinden sich herunterklappbare Rampen.
Die Aufenthaltsbereiche für die Passagiere befinden sich auf dem Hauptdeck unterhalb der seitlich erhöhten Fahrzeugdecks. Oberhalb des Fahrzeugdecks befinden sich zwei Decks unter anderem mit Einrichtungen für die Schiffsbesatzung und technischen Betriebsräumen. Auf diese ist mittig das Steuerhaus aufgesetzt.
Die Fähre ist mit zwei Schiffsevakuierungssystemen ausgerüstet.